# Trần Phi Vũ
Trần Phi Vũ (tiếng Anh: Arthur Chen; giản thể: 陈飞宇; phồn thể: 陳飛宇; bính âm: Chén Fēiyǔ; sinh ngày 9 tháng 4 năm 2000) là nam diễn viên Trung Quốc. Anh được biết đến qua các vai diễn trong Tương Dạ (2018), Điều Tuyệt Vời Nhất Của Chúng Ta (bản điện ảnh 2019) và Chiếc Bật Lửa Và Váy Công Chúa (2022).

## Tiểu sử
Trần Phi Vũ sinh năm 2000 tại Hoa Kỳ, bố là đạo diễn Trần Khải Ca (陈凯歌) còn mẹ là Trần Hồng (陈红). Có anh trai là Trần Vũ Ngang (陈雨昂). Vào tháng 7 năm 2021, Trần Phi Vũ từ bỏ quốc tịch Hoa Kỳ và trở thành công dân Trung Quốc.
Năm 10 tuổi, Trần Phi Vũ tham gia bộ phim "Triệu Thị Cô Nhi" với vai trò khách mời. Sau đó từng làm trợ lý đạo diễn trong đoàn phim "Yêu Miêu Truyện" do Trần Khải Ca làm đạo diễn.
Ngày 07/07/2017, Trần Phi Vũ chính thức ra mắt với vai diễn Đoàn Bách Văn - nam chính trong bộ phim điện ảnh Bí Quả.
Tốt nghiệp Học viện Điện ảnh Bắc Kinh, lớp Thực nghiệm Diễn xuất khóa 2019 - 2023.
2020: Ký hợp đồng với Công ty Thiên Hạo Thịnh Thế (TH Entertainment)
2023: Kết thúc hợp đồng với Công ty Thiên Hạo Thịnh Thế (TH Entertainment)

## Các hoạt động

### Phim điện ảnh
| Năm quay    | Năm chiếu  | Tựa đề                                              | Tựa đề                           | Tựa đề                | Vai diễn      | Ghi chú                  |
| Năm quay    | Năm chiếu  | Tiếng Việt                                          | Tiếng Anh                        | Tiếng Trung           | Vai diễn      | Ghi chú                  |
| ----------- | ---------- | --------------------------------------------------- | -------------------------------- | --------------------- | ------------- | ------------------------ |
| 2016        | 2017       | Bí Quả                                              | Secret Fruit                     | 秘果                  | Đoàn Bách Văn | Nam chính                |
| 2018        | 2019       | Điều Tuyệt Vời Nhất Của Chúng Ta                    | My Best Summer                   | 最好的我们            | Dư Hoài       | Nam chính                |
| 2019        | 2019       | Tôi Và Tổ Quốc Của Tôi                              | My people, My Country            | 我和我的祖国          | Cáp Trát Bố   | Phần "Bạch trú lưu tinh" |
| 2019        | 2019       | Everest - Người tuyết bé nhỏ                        | Abominable                       | 長毛雪寶              | Jin           | Lồng tiếng               |
| 2019        | Chưa chiếu | Thời Đại Thiếu Niên (Hoa Nở Giữa Bụi Trần)          | Flowers From The Ashes           | 少年时代 (尘埃里开花) | Cố Tân Ngôi   | Nam chính                |
| 2022        | 2023       | Đếm ngược nói yêu em                                | Yesterday Once More              | 倒数说爱你            | Cốc Vũ Hiên   | Nam chính                |
| 2022 - 2023 | 2023       | Quân tình nguyện 1: Hùng binh xuất kích             | The Great War                    | 志愿军: 雄兵出击      | Tôn Tỉnh      | Nam phụ                  |
| 2022 - 2023 | 2024       | Quân tình nguyện 2: Trận chiến sinh tử              | The Great War                    | 志愿军:存亡之战       | Tôn Tỉnh      | Nam phụ                  |
| 2023        | Chưa chiếu | Tôi ở Tô Châu nghiên cứu di sản văn hóa phi vật thể | The Secret Garden By Grand Canal | 我在苏州学非遗        |               | Khách mời đặc biệt       |

### Phim truyền hình
| Năm quay | Năm chiếu  | Tựa đề                                                      | Tựa đề                        | Tựa đề                        | Vai diễn         | Ghi chú   |
| Năm quay | Năm chiếu  | Tiếng Việt                                                  | Tiếng Anh                     | Tiếng Trung                   | Vai diễn         | Ghi chú   |
| -------- | ---------- | ----------------------------------------------------------- | ----------------------------- | ----------------------------- | ---------------- | --------- |
| 2017     | 2018       | Tương Dạ 1                                                  | Ever Night                    | 将夜                          | Ninh Khuyết      | Nam chính |
| 2018     | 2020       | Thiên Tỉnh Chi Lộ                                           | Legend of Awakening           | 天醒之路                      | Lộ Bình          | Nam chính |
| 2020     | Chưa chiếu | Hạo Y Hành                                                  | Immortality                   | 皓衣行                        | Mặc Nhiên        | Nam chính |
| 2021     | 2022       | Đãi Vàng                                                    | Gold Panning                  | 淘金                          | Trần Bảo Kim     | Nam chính |
| 2021     | 2022       | Chiếu sáng anh, sưởi ấm em (Chiếc Bật Lửa Và Váy Công Chúa) | Lighter and Princess          | 点燃我温暖你 (打火机与公主裙) | Lý Tuân          | Nam chính |
| 2023     | Chưa chiếu | Hiến Ngư                                                    | When Destiny Brings the Demon | 献鱼                          | Tư Mã Tiêu       | Nam chính |
| 2024     | 2025       | Ăn Chạy Yêu                                                 | Eat, Run & Love               | 吃饭跑步和恋爱                | Cam Dương        | Nam chính |
| 2024     | Chưa chiếu | Mộ Tư Từ                                                    | Love Beyond The Grave         | 慕胥辞                        | Đoàn Tư          | Nam chính |
| 2025     | Chưa chiếu | Tình Yêu Của Kẻ Thực Dụng                                   | Love Story In The 1970s       | 实用主义者的爱情              | Phương Mục Dương | Nam chính |

### Chương trình truyền hình
| Thời gian          | Chương trình                | Vai trò               | Ghi chú                        |
| ------------------ | --------------------------- | --------------------- | ------------------------------ |
| 05.02.2017         | Hương Vị Quen Thuộc (mùa 2) | Khách mời             | Cùng Trần Khải Ca và Trần Hồng |
| 2018               | Nghĩ Cách Đi Bố Ơi          | Thành viên            | Phát sóng năm 2021             |
| 06.2019            | Hướng Về Cuộc Sống (mùa 3)  | Khách mời             | Tập 8+9+10                     |
| 21.05.2021         | Keep Running (mùa 5)        | Khách mời             | Tập 5                          |
| 28.07.2021         | Only 3 Days                 | Khách mời             | Phần với Mao Bất Dịch          |
| 21.08 - 23.10.2021 | Have Fun                    | Thành viên thường trú | Mùa 1                          |
| 16.04 - 15.05.2022 | Tân Du Ký                   | Thành viên thường trú | Tham gia từ tập 1 - 5          |

### Tạp chí và Tuần san
| Năm  | Tạp chí / Tuần San                   | Bìa Chính bản/ Phụ bản/ Nội trang | Ghi chú              |
| ---- | ------------------------------------ | --------------------------------- | -------------------- |
| 2017 | Tạp chí Marie Claire                 | Nội trang                         | Tháng 5              |
| 2017 | Tạp chí COSMOPOLITAN                 | Nội trang                         | Tháng 5              |
| 2017 | Tạp chí GQ                           | Nội trang                         | Tháng 5              |
| 2017 | Tạp chí Elle                         | Nội trang                         | Tháng 7              |
| 2017 | Tạp chí CHIC                         | Chính bản                         | Tháng 7              |
| 2017 | Tạp chí Vogue Me                     | Nội trang                         | Tháng 8              |
| 2018 | Tạp chí GQ                           | Nội trang                         | Tháng 1              |
| 2018 | Tạp chí Leon                         | Chính bản                         | Tháng 2              |
| 2018 | Tạp chí Men's Uno                    | Chính bản                         | Tháng 4              |
| 2018 | Tạp chí Bazaar                       | Chính bản                         | Tháng 10             |
| 2018 | Tạp chí Bazaar Men                   | Chính bản                         | Tháng 11             |
| 2018 | Tạp chí ELLEDECO                     | Phụ bản                           | Tháng 12             |
| 2019 | Tạp chí L'officiel Hommes (时装男士) | Chính bản                         | Tháng 1              |
| 2019 | Tạp chí Bazaar                       | Nội trang                         | Tháng 4              |
| 2019 | Tạp chí Men's Uno                    | Chính bản                         | Tháng 4              |
| 2019 | Tạp chí NYLON                        | Chính bản                         | Tháng 5              |
| 2019 | Tạp chí Céci                         | Chính bản                         | Tháng 8              |
| 2019 | Tạp chí HERO                         | Chính bản                         | Tháng 12 - Kết niên  |
| 2019 | Tạp chí COSMOPOLITAN Beauty Bible    | Phụ bản                           | Tháng 13 Số 46-199   |
| 2020 | Tạp chí CHIC                         | Chính bản                         | Tháng 1 - Khai niên  |
| 2020 | Tạp chí OK!                          | Chính bản                         | Tháng 1 - Khai niên  |
| 2020 | Tạp chí Bazaar Jewelry               | Chính bản                         | Tháng 2              |
| 2020 | Tạp chí Men's Uno                    | Chính bản                         | Tháng 3 (Khai quý)   |
| 2020 | Tạp chí L'officiel Hommes            | Chính bản (Song bìa)              | Tháng 9 (Kim cửu)    |
| 2020 | Tạp chí Bazaar Men                   | Chính bản                         | Tháng 9 (Kim cửu)    |
| 2020 | Tạp chí GQ                           | Chính bản (bìa quần phong)        | Tháng 9 (Kim cửu)    |
| 2020 | Tạp chí L'Officiel Hommes Italia     | Chính bản                         | Tháng 11             |
| 2021 | Tạp chí So Figaro                    | Chính bản                         | Tháng 1              |
| 2021 | Tạp chí Harper's Bazaar Men          | Chính bản (bìa quần phong)        | Tháng 2              |
| 2021 | Tạp chí ESQUIREfine                  | Phụ bản                           | Tháng 3 (Khai quý)   |
| 2021 | Tạp chí LifeStyle                    | Chính bản                         | Tháng 4              |
| 2021 | Tạp chí BOBOSNAP                     | Điện tử                           | Tháng 5              |
| 2021 | Tạp chí GRAZIA                       | Chính bản                         | Tháng 6              |
| 2021 | Tạp chí Bazaar Men                   | Chính bản                         | Tháng 9 (Kim cửu)    |
| 2021 | Tạp chí Men's Uno                    | Chính bản (Song bìa)              | Tháng 9 (Kim cửu)    |
| 2021 | Tạp chí T                            | Chính bản                         | Tháng 9              |
| 2021 | Tạp chí SuperELLE                    | Phụ bản                           | Tháng 10 (Ngân thập) |
| 2021 | Tạp chí MiniBAZAAR                   | Điện tử                           | Tháng 10 (Ngân thập) |
| 2022 | Tạp chí L'officiel Hommes            | Chính bản (3 bìa)                 | Tháng 3 (Khai quý)   |
| 2022 | Tạp chí BOBOSNAP                     | Chính bản                         | Số mùa xuân          |
| 2022 | Tạp chí MiniBAZAAR                   | Điện tử                           | Tháng 6              |
| 2022 | Tạp chí WSJ.                         | Chính bản                         | Tháng 7              |
| 2022 | Tạp chí Harper's Bazaar Men          | Chính bản (Song bìa)              | Tháng 9 (Kim cửu)    |
| 2022 | Tạp chí Wonderland                   | Chính bản                         | Tháng 9              |
| 2022 | Tạp chí ELLEMEN Fresh                | Phụ bản                           | Số mùa đông          |
| 2022 | Tạp chí ELLEMEN                      | Chính bản                         | Tháng 12             |
| 2023 | Tạp chí COSMOPOLITIAN                | Chính bản (Song bìa)              | Tháng 2              |
| 2023 | Tạp chí VOGUEfilm                    | Phụ bản (Bìa đôi)                 | Tháng 4              |
| 2023 | Tạp chí GQstyle                      | Phụ bản                           | Số Xuân Hè           |
| 2023 | Tạp chí BOBOSNAP                     | Chính bản (Song bìa)              | Tháng 6              |
| 2023 | Tạp chí Harper's Bazaar Men          | Chính bản (3 bìa)                 | Tháng 9 (Kim cửu)    |
| 2023 | Tạp chí Madame Figaro Hommes         | Phụ bản                           | Tháng 8              |
| 2023 | Tạp chí Arena Homme+                 | Chính bản (Song bìa)              | Tháng 8              |
| 2023 | Tạp chí L'Officiel Hommes            | Chính bản (Song bìa)              | Tháng 9 (Kim cửu)    |
| 2024 | Tạp chí ESQUIRE                      | Chính bản (Song bìa)              | Tháng 3 (Khai quý)   |
| 2024 | Tạp chí GLASS MAN                    | Chính bản (Song bìa)              | Tháng 3 (Khai quý)   |
| 2024 | Tạp chí Harper's Bazaar Men          | Chính bản                         | Tháng 9 (Kim cửu)    |
| 2025 | Tạp chí Metal China                  | Chính bản                         | No.14 issue          |

### Đại diện
| Năm  | Thương hiệu              | Vai trò                                                | Ghi chú            |
| ---- | ------------------------ | ------------------------------------------------------ | ------------------ |
| 2025 | Balenciaga               | Bạn thân thương hiệu                                   |                    |
| 2025 | Giản Thuần               | Đại diện thương hiệu                                   |                    |
| 2023 | Kiehl's                  | Đại sứ thương hiệu                                     |                    |
| 2022 | Moose Knuckles           | Đại diện thương hiệu                                   |                    |
| 2022 | YOUKU VIP Member         | Nhân viên yêu thích                                    |                    |
| 2022 | Chantecaille             | Đại diện thương hiệu                                   |                    |
| 2021 | Guerlain Paris           | Đại sứ dòng dưỡng da                                   |                    |
| 2021 | Nhiên Trà (Genki Forest) | Đại diện thương hiệu                                   |                    |
| 2021 | Miniso                   | Đại diện toàn cầu                                      |                    |
| 2021 | An Mộ Hi                 | Đại diện thương hiệu                                   |                    |
| 2021 | Polestar                 | Bạn thân thương hiệu                                   |                    |
| 2020 | TISSOT                   | Đại diện hình tượng toàn cầu                           | Nâng cấp danh phận |
| 2020 | Qeelin                   | Đại sứ thiên hi                                        |                    |
| 2020 | Olay                     | Đại sứ thương hiệu                                     |                    |
| 2020 | Little Ondine            | Đại diện thương hiệu                                   |                    |
| 2020 | Unilever Laundry OMO     | Đại diện thương hiệu                                   |                    |
| 2019 | Dior                     | Đại sứ thương hiệu khu vực Trung Quốc                  | Nâng cấp danh phận |
| 2019 | L'Oréal                  | Đại sứ thương hiệu                                     |                    |
| 2019 | ANTA                     | Đại diện toàn cầu                                      | 7/11/2019          |
| 2019 | izzue                    | Đại sứ thương hiệu                                     |                    |
| 2019 | FURTERES PARIS           | Đại sứ thương hiệu                                     |                    |
| 2019 | ECOVACS                  | Đại sứ thương hiệu                                     |                    |
| 2019 | TISSOT                   | Bạn thân thương hiệu                                   |                    |
| 2017 | Dior                     | Đại sứ Thiên hi dòng thời trang nam khu vực Trung Quốc | 18/10/2017         |

### Ca khúc
• "Tuổi 17 Của Tôi" (OST《Bí Quả》)
• "Có Mấy Lời Muốn Nói" (OST《Bí Quả》
• "Gửi Bản Thân Của Tuổi 17" (OST《Bí Quả》)
• "Lời Bí Mật" (OST《Bí Quả》)
• OST 《Điều tuyệt vời nhất của chúng ta》
• OST 《Tôi Và Tổ Quốc Tôi》
• "Tinh Tú Đại Hải"
• "Vô Vấn" (Tinh Quang Đại Thưởng 2020)
• "Mùa Xuân Hoa Sẽ Nở" (Concert Giao thừa 2020 - 2021 Đài Hồ Nam)
• "Yêu đương - ing" vs Trương Tân Thành, Đinh Vũ Hề, Vương Đại Lục (Concert Giao thừa 2020 - 2021 Đài Hồ Nam)
• "Don't Let Me Go" (OST《Ăn Chạy Yêu》) 

## Giải thưởng và đề cử
ĐIỆN ẢNH
- Tencent Video Tinh quang đại thưởng Nam diễn viên điện ảnh nhảy vọt của năm (Tác phẩm đoạt giải: Tôi và tổ quốc của tôi - 28/12/2019)
- Giải Diễn viên mới ưu tú Bông sen vàng Liên hoan phim quốc tế Ma Cao lần thứ 11 (Tác phẩm đoạt giải: Điều tuyệt vời nhất của chúng ta - 22/12/2019)
- Giải Hạc vàng Liên hoan phim Tokyo cho diễn viên mới xuất sắc nhất & Giải Hạc vàng Liên hoan phim Tokyo cho Nam diễn viên được yêu thích nhất (Tác phẩm đoạt giải: Điều tuyệt vời nhất của chúng ta - 29/10/2019)
TRUYỀN HÌNH
- Giải thưởng Hoa Đỉnh lần thứ 26 cho Nam diễn viên chính xuất sắc nhất trong phim truyền hình cổ trang Trung Quốc (Tác phẩm đoạt giải: Tương Dạ - 10/12/2019)
- Duyệt Văn Siêu cấp IP Phong vân thịnh điển Diễn viên mới siêu cấp IP (Tác phẩm đoạt giải: Tương Dạ - 13/01/2019)
KHÁC
- Giải thưởng Nam diễn viên được chú ý trong năm của Đêm hội Tầm nhìn Weibo 29/11/2022
- Giải thưởng "Nghệ sĩ xu hướng của năm" của Tencent Video Tinh quang đại thưởng 20/12/2020
- Giải thưởng "Nghệ sĩ thời trang của năm" tại lễ trao giải MAHB Esquire lần thứ 17 10/12/2020
- Giải thường "Nhân vật sức mạnh tăng trưởng của năm" Trí tộc GQ 04/12/2020
- Giải thường "Nghệ sĩ táo bạo của năm trên Weibo" tại Đêm hội Weibo 11/01/2020
- "Nam minh tinh có sức ảnh hưởng thời trang của năm" Lễ hội thời trang Sohu 18/12/2019
- "Nghệ sĩ giải trí tiềm năng của năm" Đêm hội gào thét iQIYI 06/12/2019
- Lọt danh sách Người trẻ dưới 30 tuổi ưu tú của Forbes Trung Quốc 17/10/2019